# En Bokek
En Bokek (auch ʿEin Boqeq, hebräisch עֵין בּוֹקֵק ʿEjn Bōqeq, deutsch ‚Quelle des [Baches] Boqeq‘) ist eine Ortschaft in Israel.
En Bokek liegt ca. 390 m unter dem Meeresspiegel unterhalb der Ruine des römischen Castellums Metzad Boqeq (מְצָד בּוֹקֵק, arabisch قصر أم باغق, DMG Qaṣr Umm Baġaq). Ein Boqeq entstand ab 1960 als touristisches Zentrum mit Bau des ersten Hotels: Dort befinden sich viele Hotels, Restaurants, Kurkliniken, Bars und Einkaufszentren. Der Ort ist Rund 60 km vom Stadtzentrum in Jerusalem entfernt und gehört zu den am stärksten entwickelten Ferienresorts am Ufer des Toten Meeres.
Hier starb der deutsche Schriftsteller Stefan Heym.

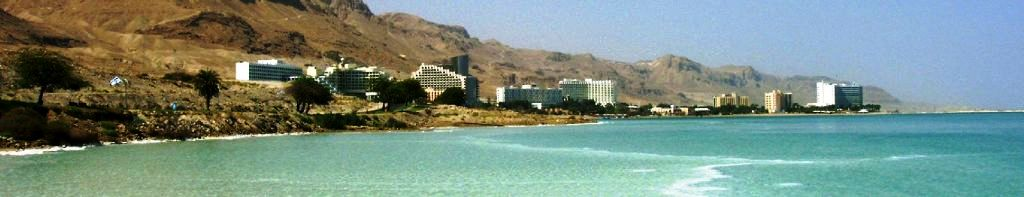
En Bokek

## Trivia
- Für Reha- oder Kurmaßnahmen wurde das DMZ (Deutsches Medizinisches Zentrum) gegründet, welches sich im Hotel Lot befindet. Das DMZ ist hauptsächlich auf Hauterkrankungen spezialisiert.[1]
- Die Evangelische Gemeinde deutscher Sprache zu Jerusalem feiert hier regelmäßig Gottesdienste.[2]